# مفيزو
مفيزو هي قرية تقع على نهر مبهاشه، ولا تبعد كثيرا عن مثاتا في كيب الشرقية في جنوب إفريقيا.
ولد فيها نيلسون مانديلا وفيها متحف تذكاري له.